# Phoenix theophrasti
La palma da dattero di Creta (Phoenix theophrasti Greuter, 1967) è una pianta della famiglia delle Arecacee diffusa a Creta e in alcune località della Grecia e Turchia.

## Storia
Nota sin dall'antichità, ed un tempo molto diffusa sull'isola di Creta, si trova raffigurata su alcune monete romane coniate a Ierapetra. Fu dedicata nella classificazione botanica di Linneo (1707-1778) al filosofo e naturalista greco Teofrasto (372-287 a.C.).

## Descrizione

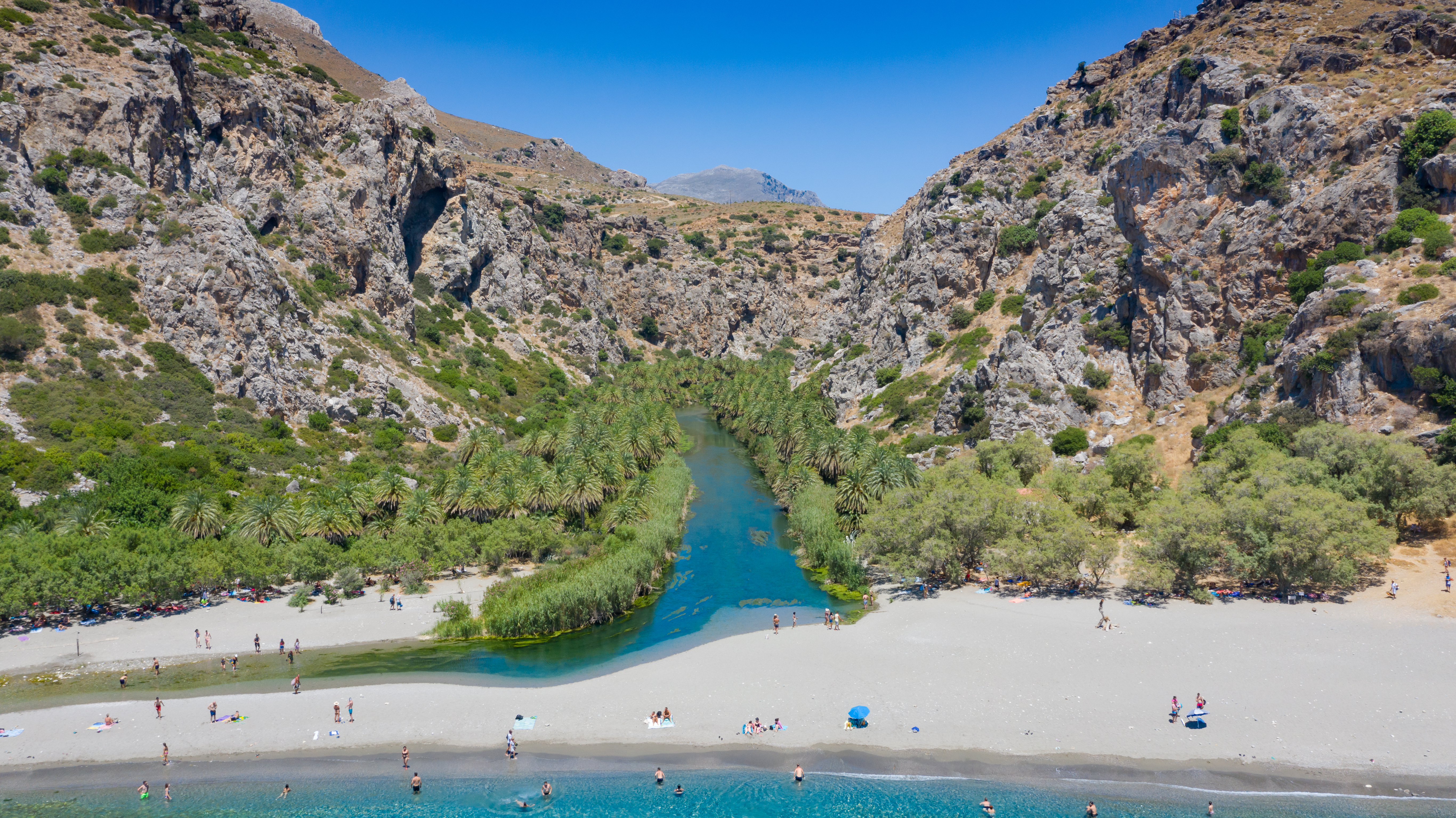
Boschetto sulla spiaggia di Preveli, nell'isola di Creta.

Il fusto può raggiungere una altezza di 10 m ed è in genere attorniato da germogli basali più corti. È sormontato da una fitta chioma composta da foglie pennate, lunghe 3–5 m con foglioline inferiori esili e spinose e quelle superiori piatte e di colore glauco. Le infiorescenze sono brevemente peduncolate.
I frutti sono drupe lunghe 1,5 cm e larghe 1 cm, con un unico seme. Sono di solito considerati immangiabili, dato che la polpa è troppo sottile e fibrosa e il gusto è acre: tuttavia sono talvolta mangiati lo stesso dalle persone che vivono dove cresce la pianta.

## Distribuzione e habitat
È una delle due specie di palme endemica dell'Europa (l'altra è la palma nana).
Considerata endemica dell'isola di Creta, ove è presente in otto differenti stazioni, se ne è in epoca recente accertata la presenza anche in quattro zone della Turchia.
Cresce prevalentemente in terreni sabbiosi, ben drenati, in prossimità del mare.

## Propagazione
Si propaga da seme e per divisione di piccoli polloni laterali.